# چکمه بلند

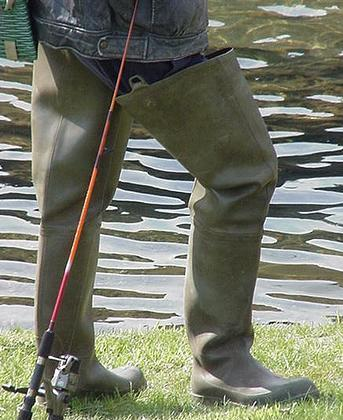
چکمه‌های بلند تا ران

چکمه بلند یا چکمه لاستیکی یا چکمه باتلاقی (به انگلیسی: Waders) به چکمه یا روپوش ضدآب گفته می‌شود که از پا تا ران، سینه یا حتی گردن کشیده می‌شود. آنها به‌طور سنتی از لاستیک ولکانیزه ساخته می‌شوند، اما در انواع مدرن‌تر پی‌وی‌سی، نئوپرین و گورتکس موجود هستند. چکمه‌های بلند به‌طور کلی از چکمه‌های ضدآب همتای خود از نظر ارتفاع محور متمایز می‌شوند که چکمه ران تا ران و چکمه ولینگتون تا زانو است؛ بنابراین، به منظور تأکید، گاهی چکمه‌های بلند بر اساس میزان پوشش آنها به عنوان چکمه‌های ران، چکمه‌های سینه‌ای یا چکمه‌های تمام‌پیکر تعریف می‌شوند. به عنوان یک نوع کت و شلوار خشک، چکمه‌های تمام‌پیکر دارای سرآستین‌ها یا دستکش‌های ضدنشتی هستند که روی آستین‌ها نصب می‌شوند و یقه یا کلاه ضدنشتی روی گردن نصب می‌شوند که به پوشنده این امکان را می‌دهد که هنگام ایستادن یا راه رفتن در آب عمیق‌تر، خشک بماند. چکمه‌های بلند با چکمه‌های متصل در دسترس هستند یا می‌توانند دارای پایه‌های ساق‌بلند متصل (معمولاً از مواد ویدر) باشند، برای پوشیدن در داخل چکمه‌ها، یا داخل شناور در مورد ماهیگیری با لوله شناور در دسترس هستند.